# Nokia Ringo
Il Nokia Ringo è un telefono cellulare prodotto dall'azienda finlandese Nokia e messo in commercio nel 1995.

## Caratteristiche
- Dimensioni: 152 × 54 × 32 mm
- Massa: 235 g
- Durata batteria in conversazione: 2 ore
- Durata batteria in standby: 40 ore (2 giorni)